# Władimir Poriemski
Władimir Dmitrijewicz Poriemski ros. Владимир Дмитриевич Поремский (ur. 17 stycznia 1909 w Częstochowie, zm. 22 stycznia 1997) – rosyjski emigracyjny publicysta, tłumacz i działacz polityczny.

## Życiorys
W połowie listopada 1920 jego rodzice wraz z wojskami Białych admirała Piotra Wrangla zostali ewakuowani z Krymu do Gallipoli. Stamtąd przenieśli się do Królestwa SHS. 

### Edukacja oraz kariera naukowa
W 1927 Poriemski ukończył rosyjskie gimnazjum w Belgradzie, zaś w 1928 studia na Uniwersytecie w Belgradzie. W tym czasie zaangażował się w działalność powstających struktur rosyjskiej młodzieży narodowej. Następnie wyjechał do Paryża, gdzie od 1931 studiował na Sorbonie. W 1932 jednocześnie ukończył studia w instytucie chemicznym w Lille. W latach 1932–1939 pracował w laboratorium badawczym identyfikacji sądowej ministerstwa sprawiedliwości. Do 1941 pracował w instytucie chemii stosowanej. Opublikował liczne prace dotyczące chemii molekularnej i analizie spektralnej.

### Działalność polityczna
Podczas pobytu we Francji utworzył Związek Rosyjskiej Młodzieży Narodowej, który stał się oddziałem Ludowo-Pracowniczego Związku Solidarystów Rosyjskich (NTS). Publikował artykuły w piśmie NTS „Za Rossiju”. W 1941 został aresztowany przez Gestapo i przewieziony do Berlina. Objął funkcję tłumacza w obozie przygotowawczym dla czerwonoarmistów w Wustrau. W grudniu 1943 wybrano go członkiem Biura Wykonawczego NTS.

### Działalność literacka
Podczas pracy w obozie przetłumaczył na język rosyjski książkę filozofa niemieckiego Waltera Schubarta pt. „Jewropa i dusza Wostoka”. W czerwcu 1944, wraz z innymi działaczami NTS, ponownie aresztowało go Gestapo. 
W kwietniu 1945 został uwolniony z powodu interwencji gen. Andrieja Własowa. Pod koniec kwietnia tego roku wraz z ppłk. Matwiejem Mieleszkiewiczem z Sił Zbrojnych Komitetu Wyzwolenia Narodów Rosji został wysłany na tereny zajęte przez Amerykanów z misją wynegocjowania politycznego rozwiązania sytuacji oddziałów własowskich. Został jednak internowany i osadzony w obozie pod Hamburgiem. Po ciężkiej chorobie wypuszczono go na wolność w 1946. Do 1947 pracował w obozie dla dipisów w Mönchehof pod Kassel. Zamieszkał początkowo w Limburg an der Lahn, gdzie podjął pracę w emigracyjnym wydawnictwie rosyjskim „Posiew”. 
W 1952 przyjechał do Frankfurtu nad Menem. W styczniu 1955 wybrano go na przewodniczącego NTS. W grudniu tego roku doszło do nieudanej próby jego zabójstwa przez agenta sowieckiego, który jednak oddał się w ręce Amerykanów. W 1972 z powodu złego stanu zdrowia przekazał przywództwo NTS A.N. Artiomowi. Pozostał członkiem Rady NTS.
W 1998 został pośmiertnie wydany przez wydawnictwo „Posiew” zbiór jego artykułów pt. Stratiegija antibolszewistskoj emigracyi. Izbrannyje statji 1934-1997.